# ToonLoop (logiciel)
ToonLoop est un logiciel libre de capture et réalisation d'animation, pour GNU/Linux.
Il permet de :
- capturer image par image ;
- Visualiser en boucle les animations réalisées ;
- Superposer les images précédentes par pelure d'oignon (onion skin en anglais) ;
- prévisualiser le résultat du compositing avec un écran bleu ou vert. (chroma keying en anglais) ;
- Exporter en images numérotées et directement en fichier vidéo.